# Taxeotis inconcisata
Taxeotis inconcisata là một loài bướm đêm trong họ Geometridae.